# Paix d'Amiens
Pour les articles homonymes, voir Traité d'Amiens.
 (septembre 2017).
Si vous disposez d'ouvrages ou d'articles de référence ou si vous connaissez des sites web de qualité traitant du thème abordé ici, merci de compléter l'article en donnant les références utiles à sa vérifiabilité et en les liant à la section « Notes et références ».

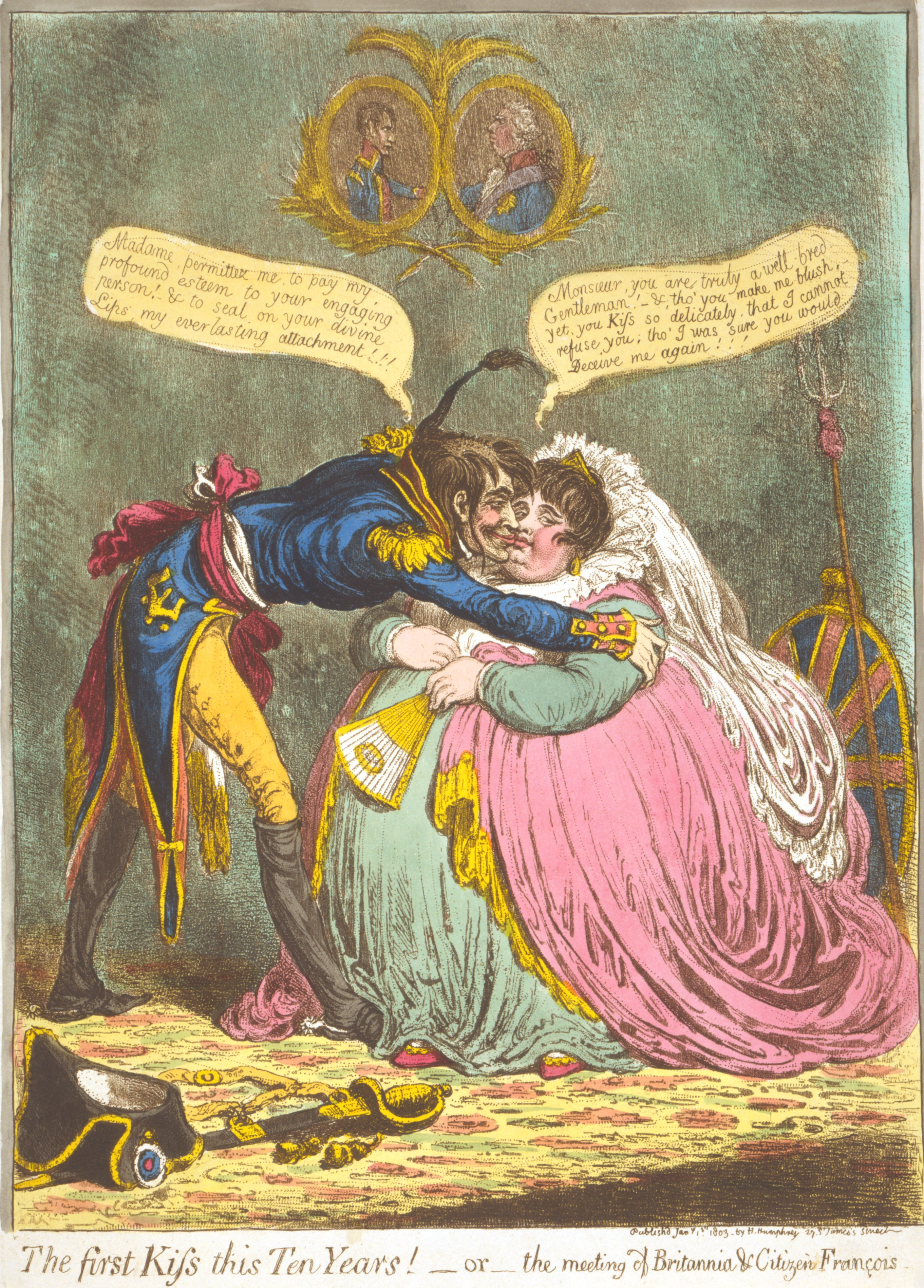
« Le premier baiser depuis dix ans ! ou la rencontre entre Britannia et le Citoyen français. »
Le Citoyen français : « Madame, permettez-moi de témoigner de ma profonde estime envers votre charmante personne et de sceller sur vos lèvres divines mon attachement éternel ! » Britannia : « Monsieur, vous êtes un gentleman vraiment bien élevé ! Bien que vous me fassiez rougir, vous embrassez si délicatement que je ne puis rien vous refuser, même si j'étais certaine que vous me tromperiez encore ! ». Caricature de James Gillray (1 janvier 1803).

La paix d'Amiens est le nom donné à la période de paix qui s'amorce avec le traité d'Amiens, signé le 25 mars 1802 entre le Royaume-Uni d'une part et la France, l'Espagne et la République batave, de l'autre part.
La paix ne dure que treize mois et prend fin le 18 mai 1803. C'est la seule période de paix générale en Europe durant les guerres de Coalitions, c'est-à-dire de l'ouverture des hostilités entre la France et le Saint-Empire au printemps 1792 jusqu'à la première abdication de Napoléon Ier en 1814. Cette période sépare historiographiquement les guerres de la Révolution française (1792–1802) et les guerres napoléoniennes (1803-1815).

## Contexte historique
Après les victoires de Bonaparte à Marengo, de Moreau à Hohenlinden et de Brune et de Murat en Italie (plaine du Pô et Toscane), les Autrichiens se séparent de la Deuxième Coalition et signent avec la France le traité de Lunéville le 9 février 1801. Naples signe ensuite la paix à Florence, et la Russie de Paul Ier prend ses distances jusqu'à ce que son successeur Alexandre Ier conclue une convention de paix secrète avec Bonaparte le 10 octobre 1801.
Au Royaume-Uni, William Pitt le jeune est renversé le 13 mars 1801. Les Britanniques sont isolés et envisagent la paix. Bonaparte attend les résultats de l'expédition d'Égypte, qui aboutit à une impasse après l'assassinat de Kléber. L'armée reprise par Menou ne peut résister à la contre-offensive anglo-ottomane.
Les négociations s'ouvrent à Londres, menées, côté français, par Louis-Guillaume Otto, et les préliminaires sont signés le 1er octobre 1801 (9 vendémiaire an X). Le congrès d'Amiens débute le 5 décembre. Il rassemble la République française, le royaume d'Espagne et la République batave (anciennes Provinces-Unies) d'un côté et le Royaume-Uni de l'autre. La France est représentée, comme à Lunéville, par Joseph Bonaparte, l'Espagne par José Nicolás de Azara et la République batave par Rutger Jan Schimmelpenninck, le Royaume-Uni par Cornwallis, qui s'engage aussi au nom de l'Empire ottoman, son allié.
Le traité est conclu le 25 mars 1802 (4 germinal an X), puis signé le 27 à l'hôtel de ville d'Amiens.

## Conditions
Le traité stipule la restitution des possessions qui furent prises pendant la guerre (Martinique, Tobago et de Sainte-Lucie) sauf l'île de la Trinité et Ceylan, qui sont laissées aux Britanniques.
En Afrique, la colonie du Cap retourne aux Pays-Bas.
En Amérique du sud, les frontières sont fixées entre la Guyane et le Brésil ; la République des Sept-Îles (îles Ioniennes) est reconnue ; tandis qu'en Amérique du Nord, les droits des pêches de Terre-Neuve et sur le bois de Saint-Pierre-et-Miquelon sont délimités, les droits de la maison de Nassau aux Pays-Bas sont compensés et le statut de Malte et des chevaliers de Saint-Jean prévoit leur indépendance à l'égard du Royaume-Uni et de la France.
Naples et Rome doivent être évacués par la France. Portoferraio doit être évacué par le Royaume-Uni, qui ne reconnaît toutefois pas les modifications territoriales issues de la Révolution française, notamment l’annexion de la Belgique et de la rive gauche du Rhin.

## Conséquences

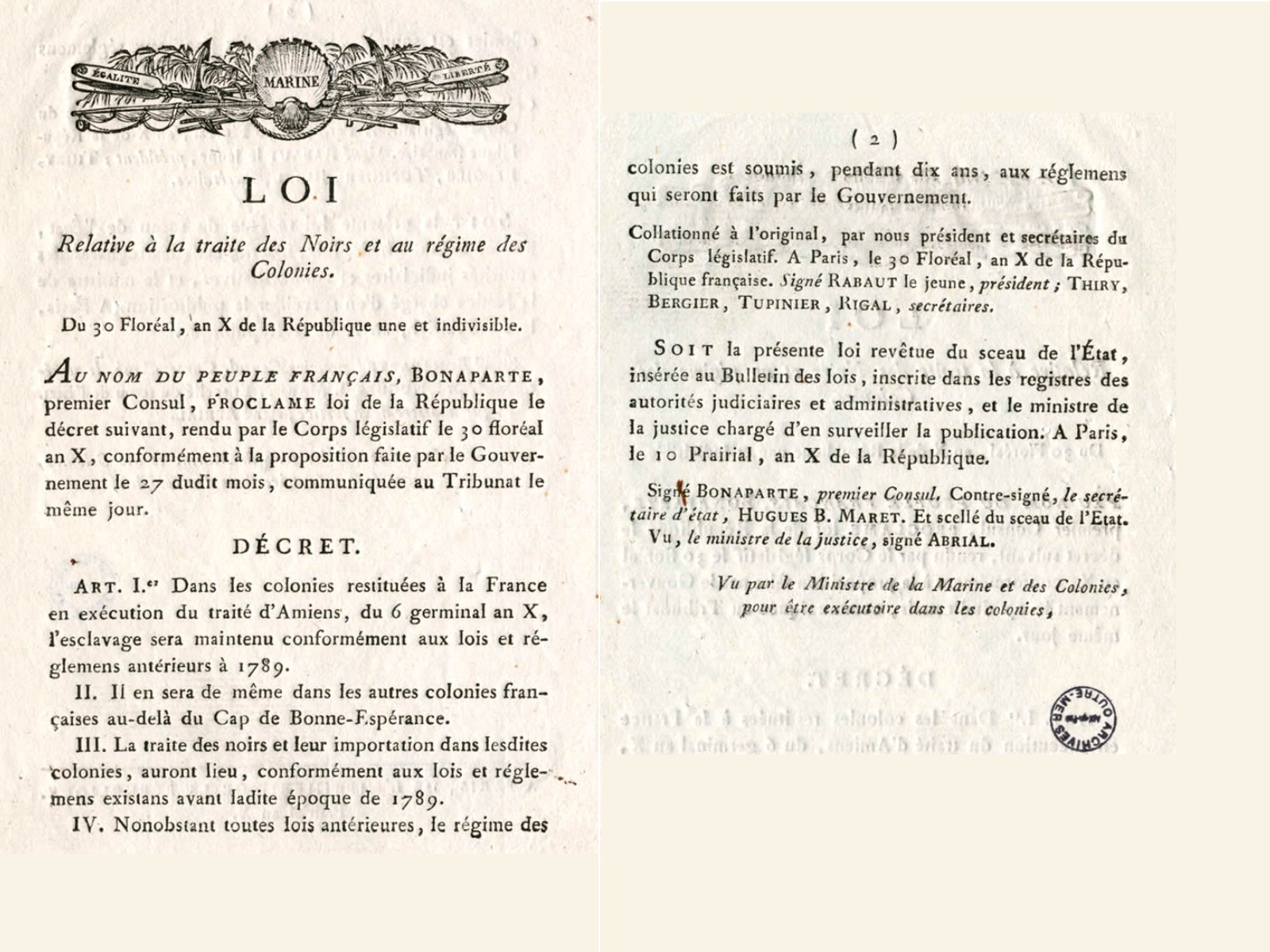
Loi du (20 mai 1802).

Pour les îles restituées à la France où l'abolition de l'esclavage de février 1794 n'avait jamais été appliquée (en particulier la Martinique), la loi du 20 mai 1802 confirme non seulement la pratique de la traite négrière mais aussi l'esclavage « conformément aux lois et réglemens antérieurs à mil sept cent quatre vingt neuf » par son article premier, alors que l'article 2 va plus loin en étendant le dispositif aux Mascareignes (île Bourbon — actuelle La Réunion —, Île-de-France — actuelle île Maurice — et le reste de l'archipel), où l'abolition de 1794 n'avait jamais pu être appliquée en raison de l'opposition des colons et de l'absence de réaction de la part de la République.
Adoptée quelques semaines après le traité d'Amiens, la loi du 30 floréal an X (20 mai 1802) ne rétablit pas de facto l’esclavage, mais pas légalement, contrairement à l'arrêté du 27 messidor an X (16 juillet 1802), demeuré manuscrit, non publié au Bulletin des lois et communiqué seulement au ministre de la Marine, qui traite de l'esclavage en Guadeloupe, et à celui du 7 décembre 1802 pour la Guyane.
Le Premier consul déclare devant les chambres et le Sénat : « À Saint-Domingue et à la Guadeloupe, il n'y a plus d’esclaves, tout y est libre et tout y restera libre », mais il laisse entrevoir dans ses instructions secrètes au général Leclerc que l'esclavage devra être rétabli : à la Martinique, prise par les Britanniques durant la Révolution et rendue aux Français après le traité d'Amiens, ce seront des principes différents. La Martinique a conservé l'esclavage et l'esclavage y sera conservé. La Martinique a conservé son système esclavagiste et sa société d’Ancien Régime. Nous sommes à l’apogée du « préjugé de couleur » et de la législation ségrégationniste entre les Blancs et les gens de couleur (affranchis et esclaves). Pourtant, parmi les colons, le retour français provoque une volonté de marquer également une ségrégation spatiale dans les campagnes et dans les villes. Ce désir de réorganiser l’espace urbain ne traduit pas seulement une mesure sécuritaire, mais un projet « racialiste » visant à régénérer l’espace martiniquais, lequel s’apparente de près à une sorte d’apartheid primitif qui essaye de se construire.
Légalement, ce texte ne rétablit pas l’esclavage en Guyane, en Guadeloupe ou à Saint-Domingue.
Dès le début des négociations avec le Royaume-Uni, Bonaparte charge Leclerc, son beau-frère, de conduire l'expédition de Saint-Domingue et de rétablir dans l'île l'ordre et l'autorité de la France. L'expédition subit une défaite face aux locaux, libérés de l'esclavage depuis 1793, qui sont aidés par le climat de l'île et qui n'hésitent pas à incendier eux-mêmes la capitale de Saint-Domingue, Port-au-Prince. Décimés par la fièvre jaune, les soldats de l'armée du Rhin sont acculés à la mer. Pendant ce temps, les Britanniques voient d'un mauvais œil le retour de la France dans les colonies. Des navires corsaires britanniques harcèlent les navires français et compromettent le ravitaillement. À la Guadeloupe, une expédition militaire française parvient à rétablir l'esclavage au prix d'un conflit qui coûtera la vie à 10 % de la population.
Jugeant la défense de l'Amérique française trop difficile contre les Britanniques à cause de sa situation lointaine et la suprématie navale britannique, Bonaparte vend l'immense territoire de la Louisiane aux États-Unis, en 1803, seulement trois ans après avoir négocié auprès de l'Espagne sa restitution à la France.
Par ailleurs, l'Angleterre refuse de restituer Malte et la France ne respecte pas toutes les clauses des traités signés : les armées françaises occupent encore la Hollande, dont l'évacuation était prévue depuis 1801, Rome et Naples, qui devaient être évacuées à la suite de la Paix d'Amiens. Loin de stabiliser la situation, Bonaparte poursuit les annexions (Piémont) et les interventions dans les principautés d'Allemagne. L'ultimatum britannique sur le sujet de l'évacuation de la Hollande est laissé sans réponse.
Napoléon profite de la paix avec l'Angleterre pour intenter un procès au journaliste Jean-Gabriel Peltier, exilé à Londres, qui par ses articles dans Paris pendant l'année ... et l'Ambigu n'a cessé de l'agresser. Le procès aura lieu le 21 février 1803 mais il n'obtiendra pas son extradition.
La paix est rompue après le retour au pouvoir de William Pitt le Jeune, qui organise la Troisième Coalition et déclare la guerre à la France. L'armée des émigrés menace à nouveau la France, et les intrigues visant à restaurer Louis XVIII se développent, ajoutées à la conspiration de Georges Cadoudal contre Bonaparte.